# Еміль Мпенза
Еміль Мпенза (фр. Émile Mpenza, нар. 4 липня 1978, Брюссель) — бельгійський футболіст конголезького походження, нападник «Ендрахт Алст». Молодший брат іншого гравця збірної Бельгії Мбо Мпензи.

## Клубна кар'єра
У дорослому футболі дебютував 1995 року виступами за команду клубу «Кортрейк», в якій провів один сезон, взявши участь у 32 матчах чемпіонату. У сезоні 1995/96 становив атакуючий тандем зі своїм молодшим братом Емілем, а перед наступним сезоном обидва футболісти перебрались в «Мускрон».
Протягом 1996–1997 років захищав кольори команди клубу «Мускрон». Своєю грою за останню команду брати привернули увагу представників тренерського штабу клубу «Стандард» (Льєж), до складу якого і приєдналися влітку 1997 року. Відіграв за команду з Льєжа наступні три сезони своєї ігрової кар'єри. У складі «Стандарда» був одним з головних бомбардирів команди, маючи середню результативність на рівні 0,43 голу за гру першості.

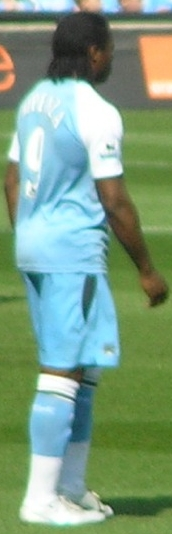
Еміль Мпенза під час виступів за «Манчестер Сіті»

На початку 2000 року шляхи братів розійшлися, Еміль виїхав до Німеччини, уклавши контракт з клубом «Шальке 04», а Мбо підписав контракт з лісабонським «Спортінгом». У складі гельзенкірхенців Еміль провів наступні три з половиною роки своєї кар'єри гравця. Більшість часу, проведеного у складі «Шальке», був основним гравцем атакувальної ланки команди. В новому клубі був серед найкращих голеодорів, відзначаючись забитим голом в середньому щонайменше у кожній третій грі чемпіонату, а також допоміг клубу двічі поспіль стати володарем Кубка Німеччини.
Протягом сезону 2003—04 років знову захищав кольори команди клубу «Стандарда» (Льєж), після чого вирішив повернутись до Німеччини і за 2,5 млн євро перейшов у «Гамбург». Граючи у складі «червоноштанників» також здебільшого виходив на поле в основному складі команди. За цей час виборов титул володаря Кубка Інтертото.
У січні 2006 року його новим клубом став катарський «Аль-Райян», де він провів весь рік, зігравши у 19 матчах чемпіонату.
14 лютого 2007 року Мпенза перейшов в англійський «Манчестер Сіті». Дебют відбувся в матчі проти «Вігана», а 17 березня в матчі проти «Мідлсбро» він забив перший гол за «Сіті». Проте закріпитися в складі «блакитних» бельгійський легіонер не зумів і в липні 2008 року покинув Манчестер.
2 вересня 2008 року Еміль, тоді вільний агент, підписав однорічний контракт з англійським клубом «Плімут Аргайл», що виступав у Чемпіоншіпі. 13 вересня 2008 року він дебютував за клуб в матчі проти «Норвіч Сіті». Перший гол за «Плімут Аргайл» Мпенза забив 8 листопада 2008 року в грі проти «Чарльтон Атлетик». Проте через травму, яка змусила футболіста пропустити значну частину сезону, по завершенню дії контракту не був запропонований новий контракт і Мпенза знову став вільним агентом.
Влітку 2009 року Мпенза підписав контракт строком на один рік зі швейцарським «Сьоном», де знову проявив свої бомбардирські здібності, забивши 21 гол в 32 матчах.
4 серпня 2010 року Мпенза підписав контракт з азербайджанським клубом «Нефтчі», якому допоміг стати в першому ж сезоні чемпіоном країни. Він покинув клуб в січні 2012 року.
Після пошуку клубу майже протягом усього року, Мпенза, нарешті, підписав контракт на один рік з бельгійським «Ендрахт Алст» 1 жовтня 2013 року.

## Виступи за збірну
1997 року дебютував в офіційних матчах у складі національної збірної Бельгії.
У складі збірної був учасником чемпіонату світу 1998 року у Франції та чемпіонату Європи 2000 року у Бельгії та Нідерландах.
Протягом кар'єри у національній команді, яка тривала 13 років, провів у формі головної команди країни 57 матчів, забивши 19 голів.

## Титули і досягнення

### Командні
- Володар Кубка Інтертото (1):

«Гамбург»: 2005
- Володар Кубка Німеччини (2):

«Шальке 04»: 2000-01, 2001-02
- Чемпіон Азербайджану (1):

«Нефтчі»: 2010-11

### Особисті
- Найкращий темношкірий футболіст чемпіонату Бельгії («Belgian Ebony Shoe») (1): 1997
- Найкращий молодий футболіст Бельгії (1): 1997
- Найкращий молодий футболіст Бельгії в зарубіжному чемпіонаті (1): 2000